# Gao Feng
Gao Feng –en xinès, 高峰– (2 de febrer de 1982) és una esportista xinesa que va competir en judo.
Va participar en els Jocs Olímpics d'Atenes 2004, obtenint una medalla de bronze en la categoria de –48 kg. Als Jocs Asiàtics de 2006 va aconseguir una medalla d'or.

## Palmarès internacional
| Jocs Olímpics | Jocs Olímpics    | Jocs Olímpics | Jocs Olímpics |
| Any           | Lloc             | Medalla       | Categoria     |
| ------------- | ---------------- | ------------- | ------------- |
| 2004          | Atenes ( Grècia) | 3             | –48 kg        |
| Jocs Asiàtics |                  |               |               |
| Any           | Lloc             | Medalla       | Categoria     |
| 2006          | Doha ( Qatar)    | 1             | –48 kg        |